# Адалберо III фон Фробург
Адалберо III фон Фробург (на немски: Adalbero III von Basel; † 16 октомври 1137 в Арецо, Италия) от рода на графовете на Фробург, е епископ на Базел (1134 – 1137).

## Религиозна дейност и управление
Адалберо III фон Фробург е споменат за пръв път през 1130 г. в ролята му на бенедиктински монах и приор в манастира „Св. Блазиен“ (Kloster St. Blasien) в Южен Шварцвалд.
През 1331 г. е абат на Абатство Прюм (бъдещо Fürstabtei Prüm). Императорът на Свещената Римска империя Лотар III († 1137) му дава да ръководи различни абатства.
В края на 1133 г. Адалберо е избран за епископ на Базел и е ръкоположен за такъв през 1134 г.
През 1335 г. той издига енорийската църква „Св. Леонард“ (St. Leonhard) в Базел до регулярен канонически манастир. Земетресението в Базел от 1356 г. унищожава голяма част от църквата и манастирските сгради, а много от документите са загубени.
В акт от 1136 г. Адалберо III потвърждава основаването и собствеността на Абатство Лютцел (Kloster Lützel, Abbaye de Lucelle) в Южен Елзас на границата с Швейцария.
Малко се знае за ролята му за въвеждането на Норбентинския орден в Базелската епархия: Абатство Белле (Kloster Bellelay) във френската част на Кантон Берн, на югозападната граница на епархията, вероятно е създадено по негова инициатива, отделено от поземления имот на Абатство Мюнстер-Гранфелден (Kloster Münster-Granfelden, Moutier-Grandval). Историческите документи потвърждават действителното създаване на абатството между 1136 и 1142 г.
Умира на 16 октомври 1137 г. в Арецо, днешна Италия, и е погребан в катедралата на Базел. Племенникът му Ортлиб фон Фробург става следващият епископ на Базел.